# Musée Bouilhet-Christofle
Le musée Bouilhet-Christofle est un ancien musée privé d'entreprise.
Consacré à l'orfèvrerie et à l'histoire de la maison Christofle, il était situé 9, rue Royale dans le 8e arrondissement de Paris ; il a fermé en 2008.

## Historique
C'était l'un des deux musées de la maison Christofle avec celui de Saint-Denis,, fermé la même année, en novembre 2008.